# نووایا (باشقیرستان)
نووایا (انگلیسی: Novaya, Republic of Bashkortostan) یک شهرک در شهرستان چیشمینسکی در استان باشقیرستان کشور روسیه است.